# Fähre Mumpf–Bad Säckingen

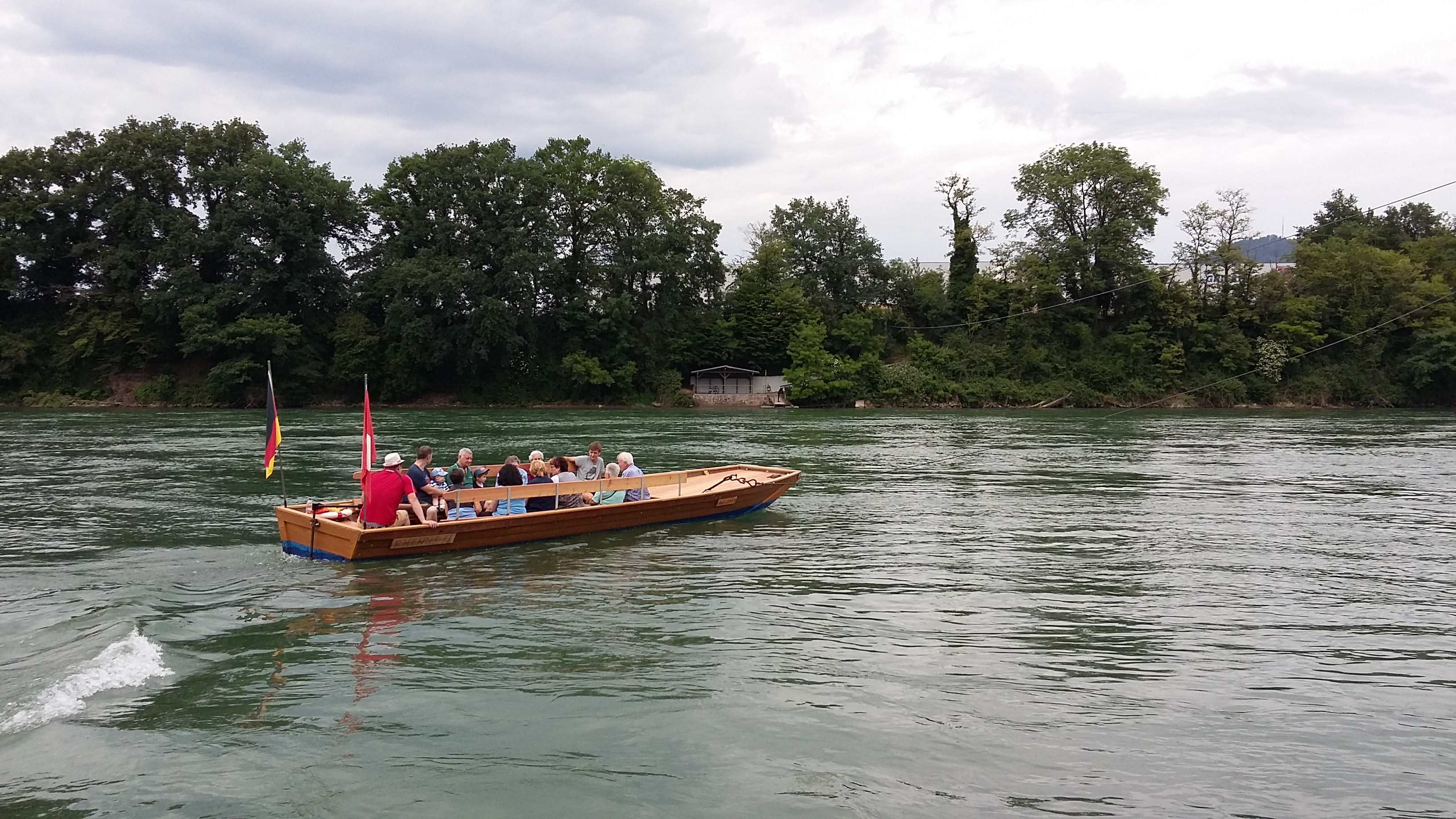
Die Mumpfer Fähre (2018)

Die Fähre Mumpf–Bad Säckingen ist eine historische Gierseilfähre am Hochrhein bei Rheinkilometer 133 links.
Die reine Personenfähre führt vom aargauischen Mumpf nach dem deutschen Bad Säckingen und verkehrt jeweils an den Sonn- und Feiertagen vom 1. Mai bis 30. September nach einem speziellen Fahrplan.

## Geschichte
Das Mumpfer Dorfrecht von 1535 bezeugt das Fährrecht: Item sie haben auch ein recht far zu Mumpf uf dem Rein, da man die lüt uberfüeren mag, da sollen die fergen ein yegliche person, so da uberfaren will, uberfüeren umb einen stebler.
Seit dem Mittelalter bis um 1800 galt für Mumpf das Mumpfer Dorfrecht. Erst querte die Fähre den Rhein mit Ruderkraft. Seit 1860 besitzt sie auf Veranlassung des Sonnenwirtes F.J. Waldmeyer ein Drahtseil und verkehrt als Gierfähre. Bis 1928 befand sich beim Fähristeg ein eidgenössisches Nebenzollamt.
Oft erfolgte die Lahmlegung der Fähre durch die Zeitgeschichte, so 1914 beim Ausbruch des Ersten Weltkriegs. Im Zweiten Weltkrieg wurde gar das Seil gekappt. Viele Menschen wollten sich, am Fährseil hangelnd, in die Schweiz retten. Das Naziregime befahl dem Mumpfer Schmied Josef Müller, das Seil auf der deutschen Seite unter strengster Bewachung zu trennen.
Marktfahrer, Wallfahrer, Mumpfer Kurgäste, Bauern und in den Säckinger Fabriken Arbeitende, sie benutzten die Mumpfer Fähre. Heute wird sie von Wanderern und Velofahrern zur Überfahrt genutzt. Der Pontonierfahrverein Mumpf betreibt sie heute im Auftrag der Gemeinde Mumpf. Die Stadt Bad Säckingen leistet einen erheblichen Beitrag an das jährliche Defizit.

## Funktionsweise
Die Fähre von Mumpf ist eine Drahtseilfähre. Am Fährschiff ist ein Schwenkhebel montiert. Daran ist das zwölf Meter lange „Gierseil“ befestigt, das am andern Ende an einer Reiterrolle hängt. Diese Rolle kann sich auf der quer zum Rhein gespannten 200 Meter langen Stahltrosse mit einem Durchmesser von 25 Millimetern frei bewegen.
Der Fährmann legt nach dem Abstoss den Schwenkhebel in Richtung Abfahrtssteg. Nach den ersten paar Metern bringt er mit dem Steuerruder die Fähre je nach Strömungskraft in einen Winkel bis zu 45° zur Flussströmung. Der Strömungsdruck leitet die Fähre nun über den Rhein. Vor dem Anlegen reguliert der Fährmann mit dem Steuerruder die Geschwindigkeit und die Lage des Schiffes, um sanft anlegen zu können.
Als Fährleute dürfen „nur sachkundige, kräftige, dem Trunke nicht ergebene Männer mit normalen Gesichts- und Gehörorganen“ angestellt werden.

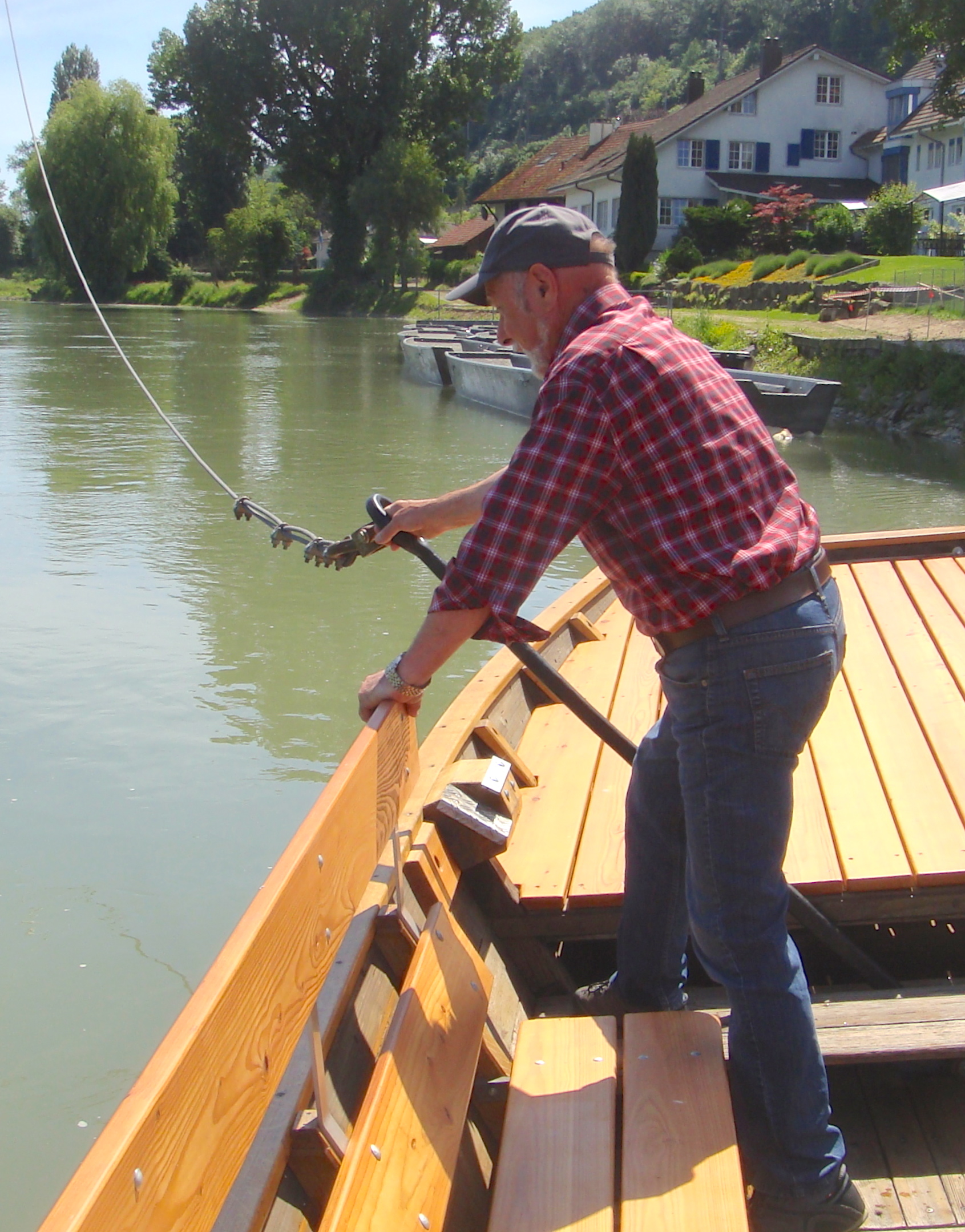
Der Schwenkhebel wird vor dem Start Richtung Abfahrtssteg umgelegt.
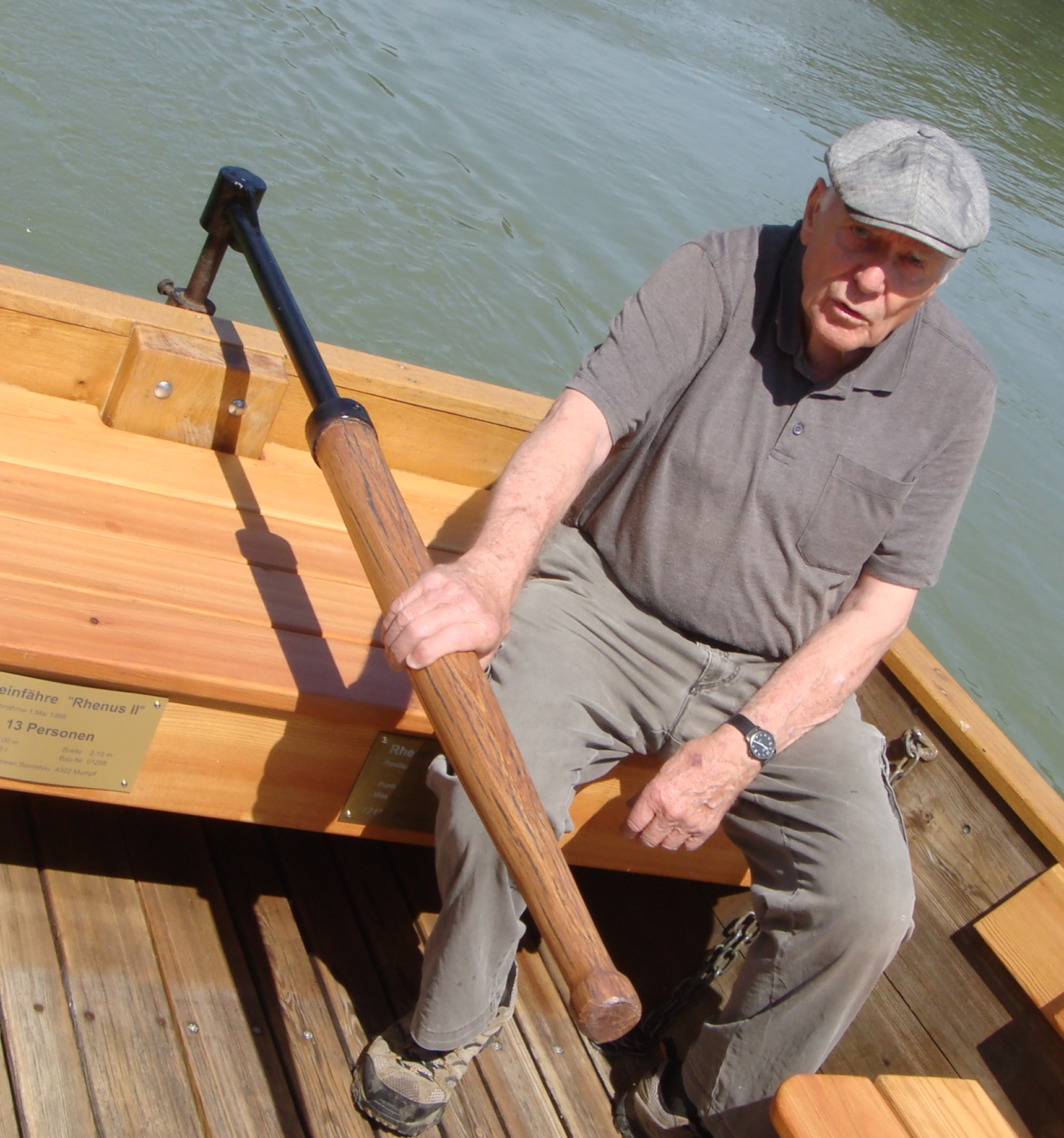
Das Steuerruder bringt das Schiff in die richtige Lage zur Strömung.
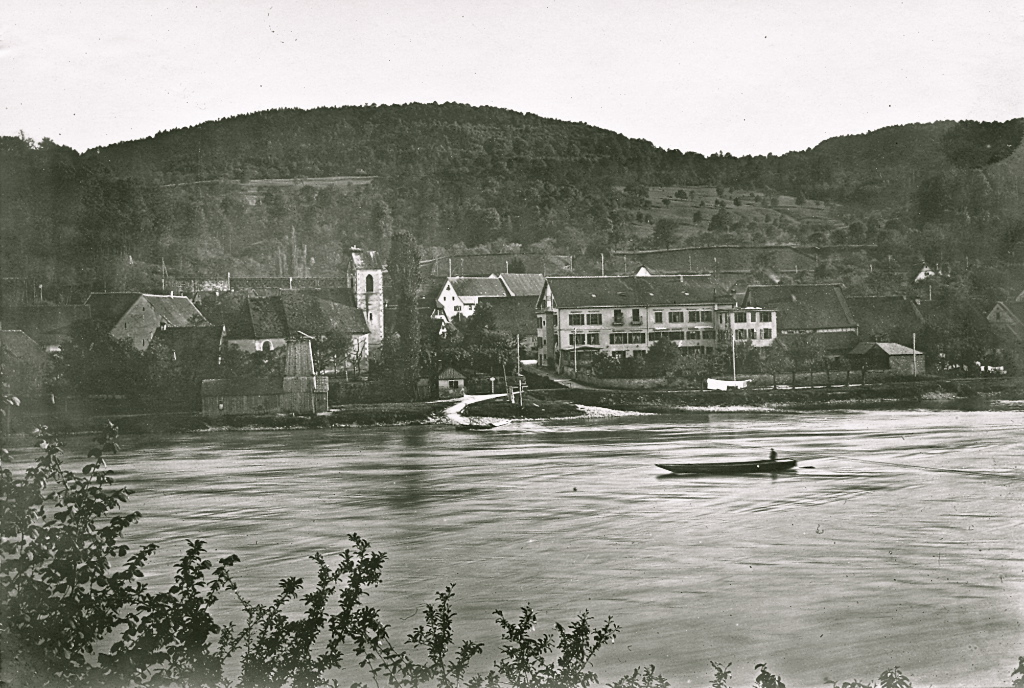
Die Mumpfer Fähre um 1898, mit dem Fährhäuschen zwischen Kirche und Badehotel Sonne.
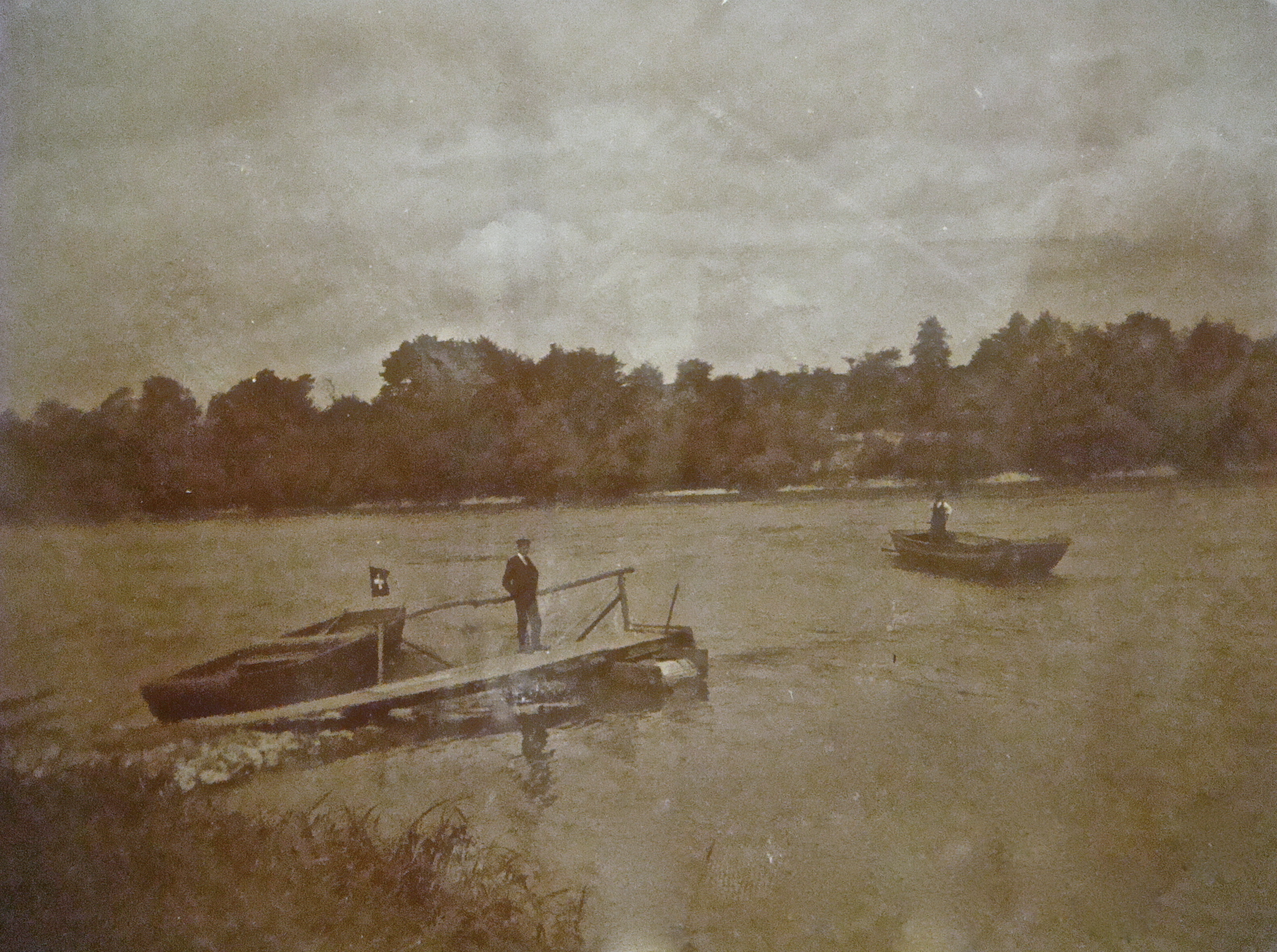
Die Mumpfer Fähre um 1905, mit dem Fähresteg zum Ein- und Ausstieg.
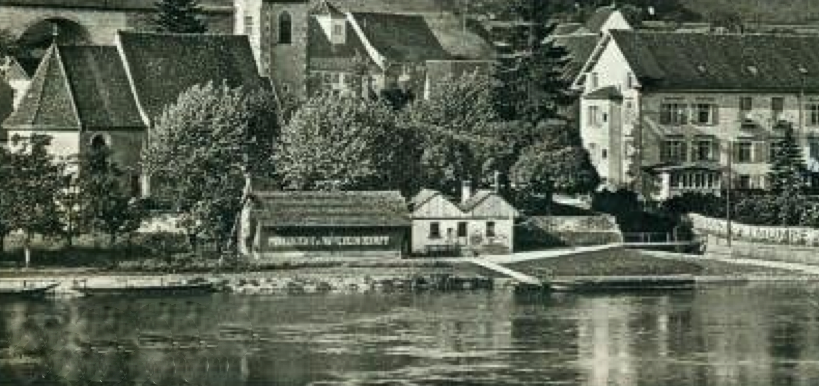
Mumpfer Fähre, mit den Fähr- und Zollhäuschen um 1920
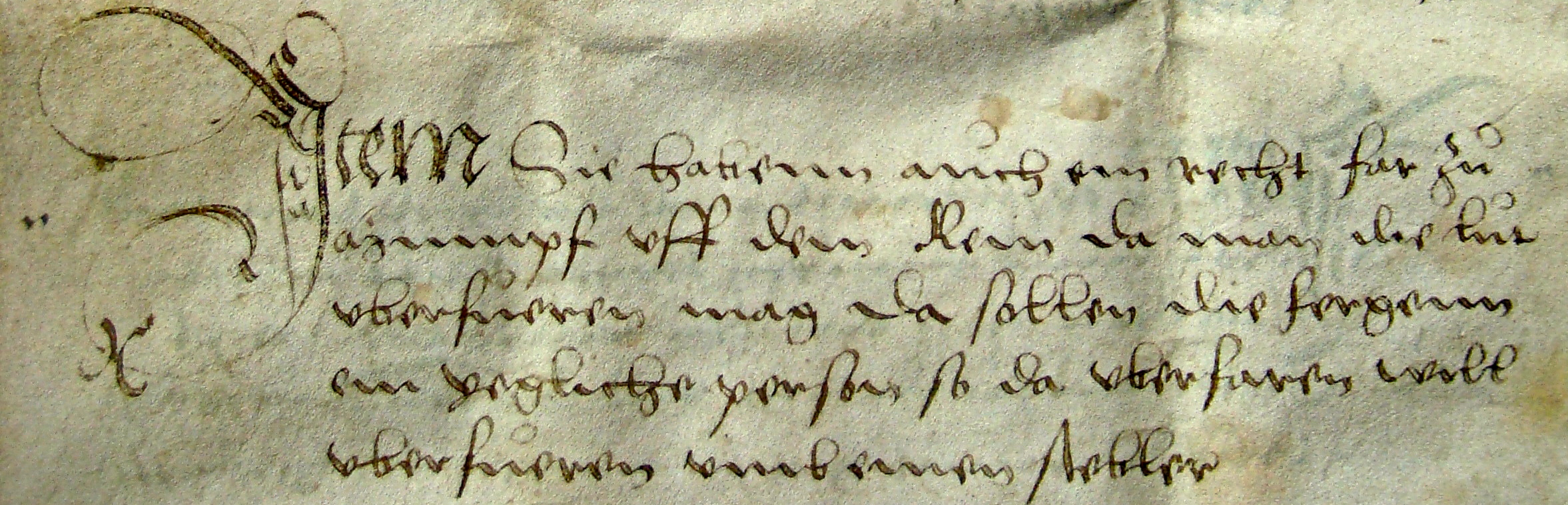
Aus dem Mumpfer Dorfrecht von 1535: Dieser Abschnitt beschreibt das Fährrecht.
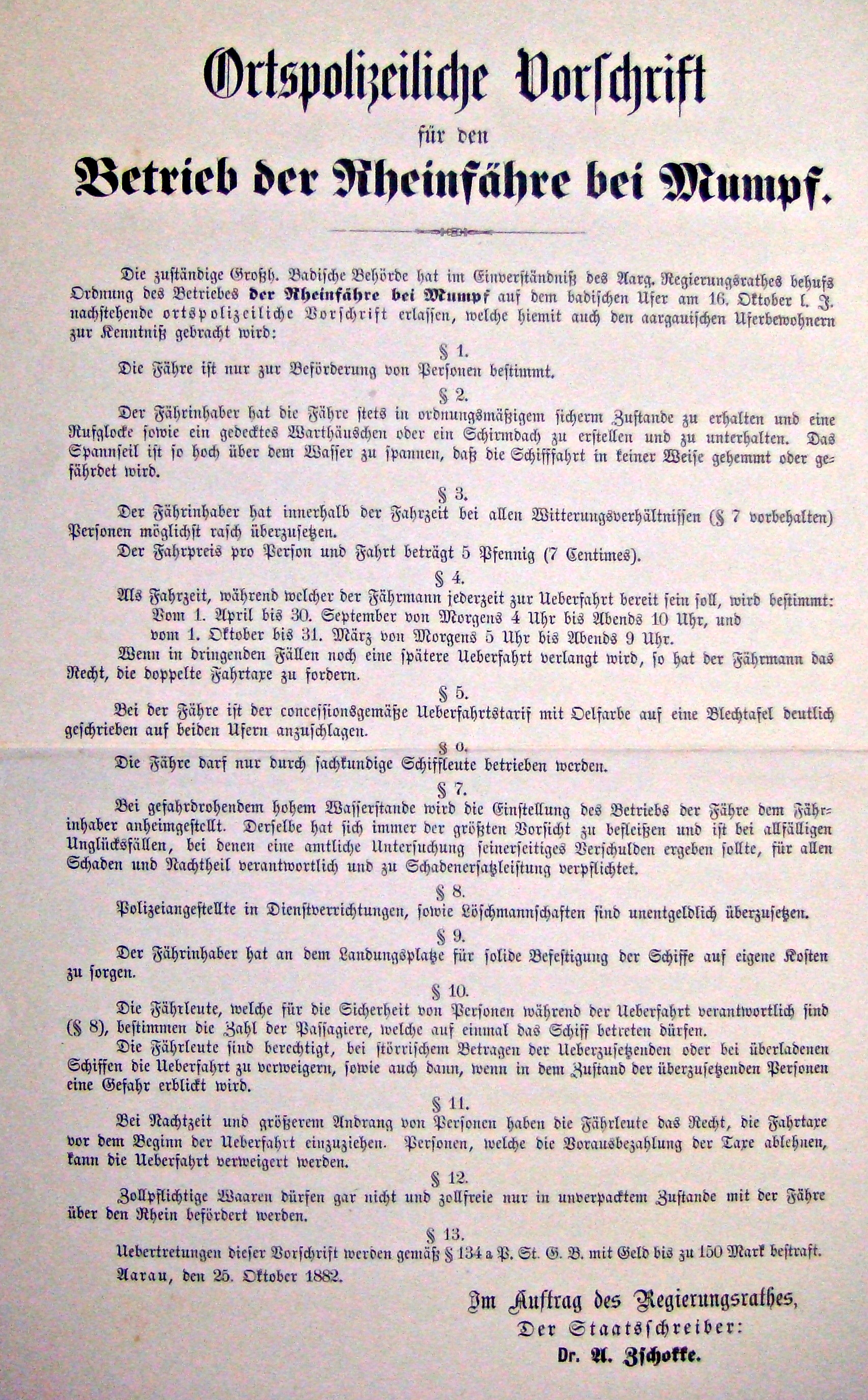
Vorschriften 1882 zum Betrieb der Fähre Mumpf durch den Regierungsrat
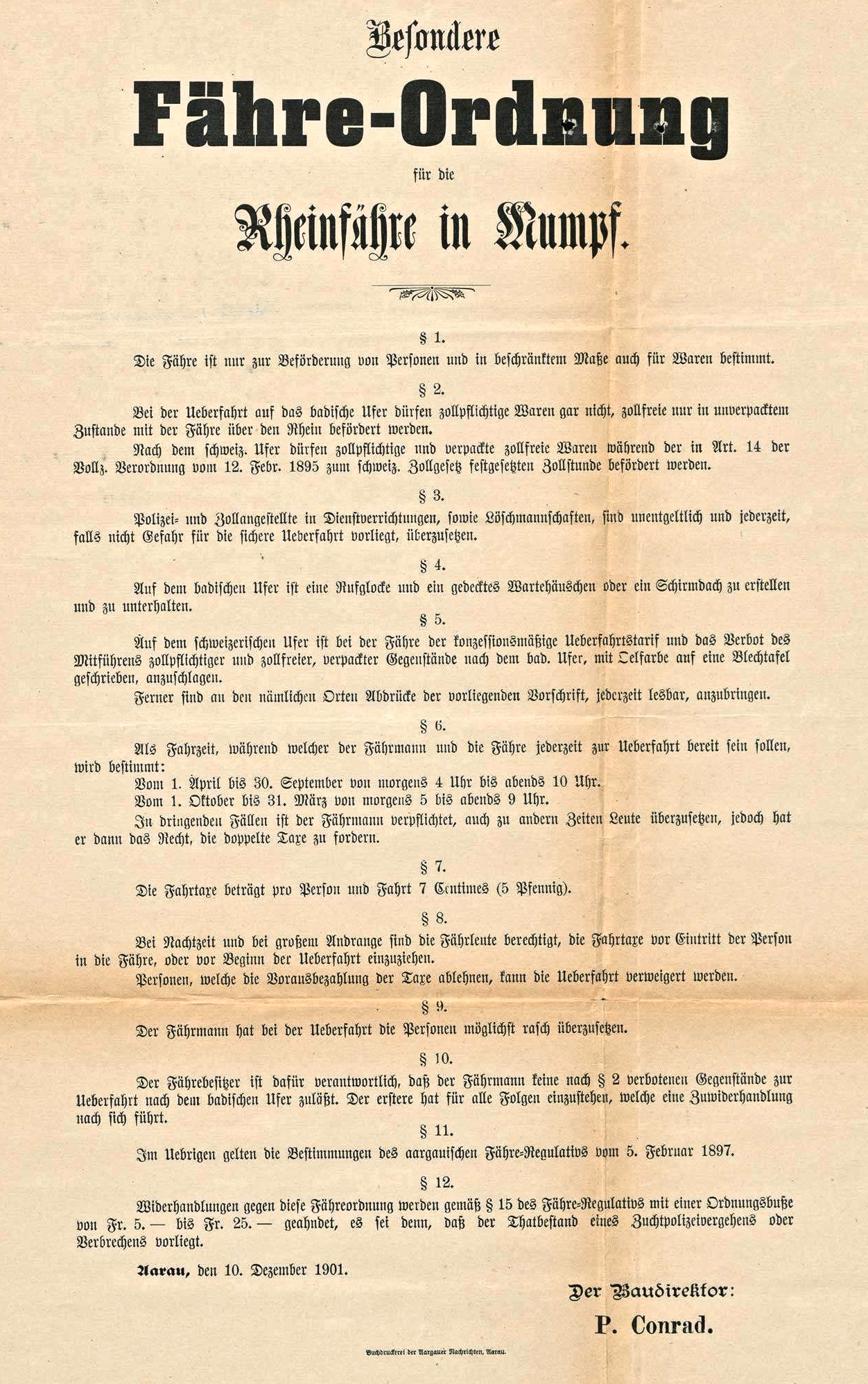
Fährordnung 1901, erlassen durch den Kanton Aargau.
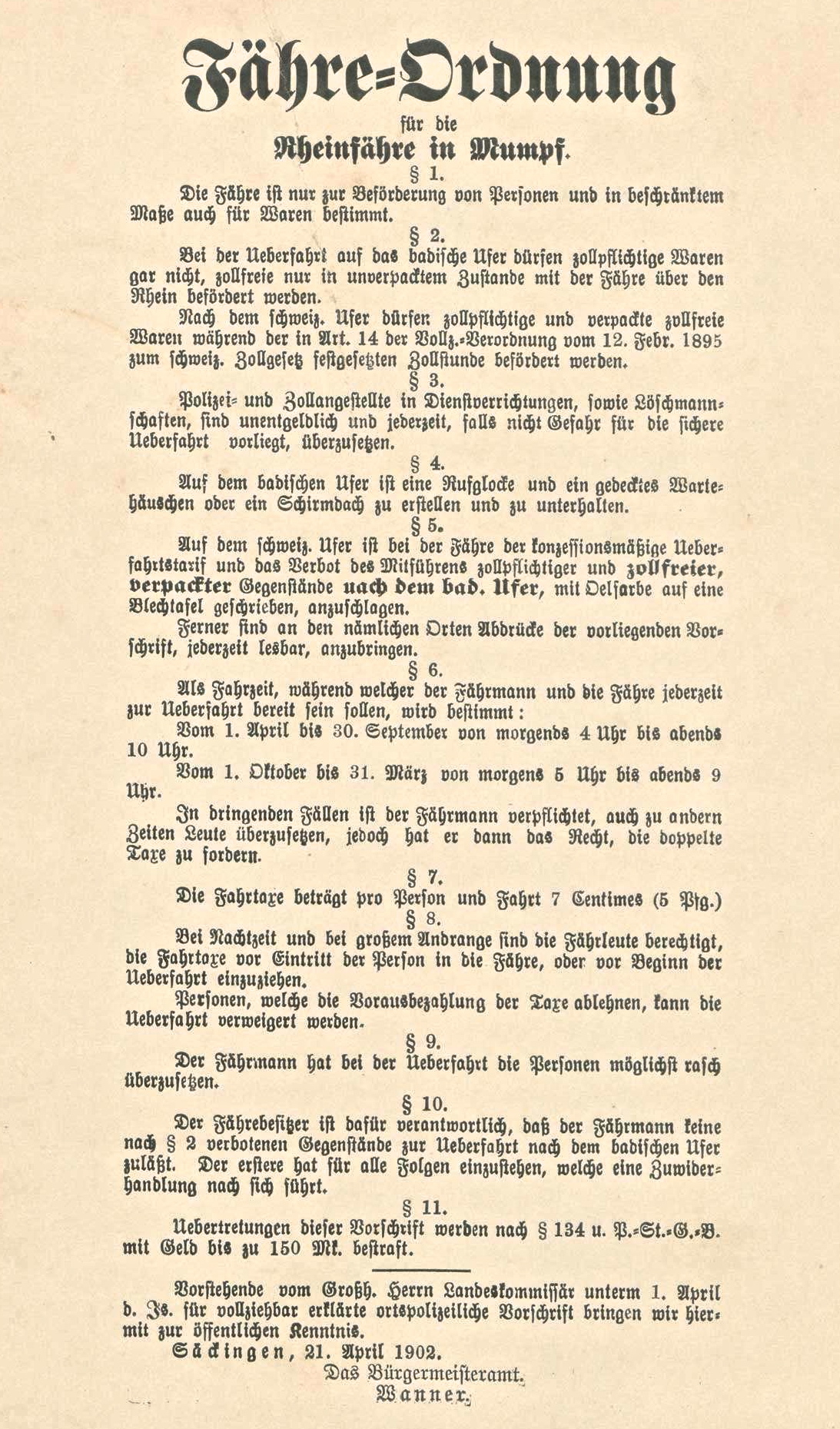
Fährordnung 1902, erlassen durch den Grossherzöglichen Herrn Landeskommissär.

## Nachweise
1. ↑  Nebenzollamt Mumpf, Aufhebung. In: Bekanntmachungen von Departementen und andern Verwaltungsstellen des Bundes. Band 1, Nr. 7, 15. Februar 1928, S. 127 (admin.ch [PDF; 84 kB]).
2. ↑  Gerhard Trottmann: Mumpfer Heimatkunde. 2014, ISBN 978-3-03304831-7, S. 70.
3. ↑  Hans Widmer: Rheinfähre. In: Webseiten der Gemeinde Mumpf. Abgerufen am 31. Mai 2018.

Koordinaten: 47° 32′ 46″ N, 7° 55′ 22″ O; CH1903: 636450 / 266281